# Apophrixus constrictus
Apophrixus constrictus är en kräftdjursart som beskrevs av Clements Robert Markham 1980. Apophrixus constrictus ingår i släktet Apophrixus och familjen Bopyridae. Inga underarter finns listade i Catalogue of Life.